# Dialogue du pessimisme
Le Dialogue du pessimisme est un texte de la littérature sapientiale mésopotamienne, rédigé vers la fin du IIe millénaire av. J.-C. en Babylonie. Il se présente comme un dialogue entre un homme riche et son serviteur, et son ton sarcastique lui confère des allures de farce.

## Récit
Le maître est un personnage qui n'a visiblement pas à travailler pour assurer sa subsistance, reste oisif, et qui ne sait que faire. Plusieurs idées lui viennent successivement à l'esprit, et il les soumet à son valet. Alors que la décision de faire quelque chose est à chaque fois approuvée par le serviteur, le maître change celle-ci en trouvant une bonne raison de ne pas le faire, et est aussitôt approuvé par le serviteur, qui se range donc toujours aux opinions de son maître.
Les différentes choses que décide de faire le maître sont : aller au palais, organiser un banquet, aller à la chasse, se marier, ester en justice, se révolter, faire l'amour, rendre un culte à Marduk, faire des investissements financiers, faire des bienfaits.
Après avoir rejeté toutes ses possibilités, le maître demande ce qu'il doit faire, et en déduit qu'il ne lui reste plus qu'à tuer son serviteur, avant de se suicider lui-même, ce à quoi l'autre répond qu'on ne peut comprendre ni le Ciel ni la Terre, ce qui revient à dire que l'homme ne peut pas comprendre le Monde. Le maître décide alors de tuer son serviteur, mais celui-ci lui répond qu'il ne lui survivrait pas trois jours.

## Interprétation
Cette œuvre cynique, ironique et pessimiste reste un sujet de discussions entre assyriologues. Est-ce une farce ou bien une vraie œuvre savante ?
Probablement un peu des deux. Le maître est un personnage oisif qui jamais ne cherche à travailler, son serviteur est versatile. Le récit a donc un aspect satirique, mais c'est aussi une œuvre de réflexion car elle démontre aussi qu'on peut toujours trouver une bonne raison de faire quelque chose comme de ne pas le faire, et qu'à chaque fois l'argumentation s'auto-détruit.
Le texte reste néanmoins dans le cadre moral conventionnel : l'impossibilité de comprendre les dieux est toujours mise en avant (sous un aspect plus pessimiste, puisque c'est "l'homme ne comprend pas", et pas "seuls les dieux savent"). Lorsqu'à la fin le maître propose de tuer le serviteur pour l'envoyer dans l'au-delà, peut-être est-ce pour le contacter par nécromancie une fois qu'il sera aux Enfers pour enfin avoir la réponse à ses interrogations existentielles. L'œuvre n'est donc pas aussi subversive qu'on pourrait le croire, mais sa forme la rend néanmoins très intéressante.